# Poklicna samopodoba
Poklicna samopodoba obsega posameznikova prepričanja o tem, kdo je in predvsem kaj želi postati na poklicnem področju.  Prepričanja o sebi na področju dela so povezana z delovnimi zadolžitvami, delovnim okoljem in identifikacijo z ostalimi člani delovne skupine.  Poklicna samopodoba zajema tudi občutek lastne vrednosti, ki je oblikovan na podlagi samoocene uspešnosti v medosebnih odnosih na delovnem mestu in sposobnostjo izpolnjevati poklicne zahteve.  
Poklicna samopodoba je del celotne posameznikove samopodobe in se oblikuje ter preoblikuje pod vplivom številnih dejavnikov okolja.  Vsak posameznik je namreč član neke skupnosti, v kateri prevzema različne vloge. Vsaka skupnost ima specifične značilnosti (npr. jezik, kultura, vrednote, norme…), ki vplivajo na posameznikovo vedenje in dojemanje sebe ter situacije. Poklicna samopodoba je torej kombinacija organizacijskih, poklicnih, družinskih in ostalih družbenih vlog, ki določajo posameznikovo vedenje na delovnem mestu. 

## Razvoj
Poklicna samopodoba je tesno povezana s poklicnim odločanjem. Donald E. Super v okviru teorije o razvoju pojma o poklicnem sebi razlaga, da naj bi imel posameznikov pojem o sebi osrednjo vlogo pri izbiri poklica. Super deli razvoj poklicne samopodobe na 5 faz, ki si po vrsti sledijo v obdobju mladostništva in zgodnje odraslosti. 

### Kristalizacija
V obdobju mladostništva posamezniki oblikujejo predstave o poklicu, ki se prepletajo z njihovo splošno samopodobo. O različnih poklicih zbirajo informacije in razmišljajo, kateri bi bil zanje najprimernejši glede na njihove lastnosti, interese in sposobnosti.

### Specifikacija
V obdobju specifikacije mladostniki zožijo svojo poklicno izbiro in se vključujejo v dejavnosti (običajno so to ožje usmerjeni izobraževalni programi), ki jim bodo omogočile izvajanje določenega poklica.

### Implementacija
V obdobju implementacije bi naj posamezniki zaključili izobraževanje za določen poklic in se prvič zaposlili. 

### Stabilizacija
V obdobju stabilizacije se posamezniki odločajo o specifični, njim ustrezni poklicni karieri. Po končani izobrazbi in nekaj začetnih delovnih izkušnjah poznajo širše področje svojega dela, znotraj katerega želijo odkriti svojo delovno nišo.

### Konsolidacija
V obdobju konsolidacije posamezniki težijo k napredovanju v specifični delovni karieri in želijo doseči višji poklicni položaj.

## Poklicna samopodoba in delovna uspešnost

### Predanost poklicu
Posamezniki, ki zaznavajo svoj poklic kot osebno zelo pomemben, se močneje identificirajo s svojo poklicno vlogo in so poklicu bolj predani. Odlikuje jih visoka delovna motivacija in zanimanje, delovne naloge pa jim predstavljajo izziv, zato zahteve dela obvladujejo bolje. 

### Konfliktnost vlog
Vloga delavca je le ena izmed mnogih socialnih vlog v življenju posameznika, ki jo morajo uskladiti z ostalimi vlogami (z vlogo partnerja, otroka, starša…), kar včasih zahteva veliko napora in predstavlja za posameznika veliko obremenitev. Najpogostejši je konflikt med poklicno in starševsko vlogo, ki ga pogosteje doživljajo ženske.  Manjša predanost poklicu (zaradi prevelikih zahtev delovnega in družinskega okolja ali nasprotja vrednot) se lahko kaže v manjšem zadovoljstvu, zmanjšani delovni uspešnosti, izgorelosti… 

## Poklicna samopodoba in upokojitev
Posamezniki, ki se s svojo poklicno vlogo močno identificirajo, so z upokojitvijo običajno manj zadovoljni, kot pa posamezniki, ki so delu predani v manjši meri. Spremembe, ki jih prinese upokojitev (manj obveznosti, manj strukturiran urnik, manj stikov z bivšimi sodelavci…), doživljajo kot bolj stresne in se nanje težje prilagodijo (pojav depresivnosti, upad samospoštovanja, zaskrbljenost…).  